# Interfertilidad

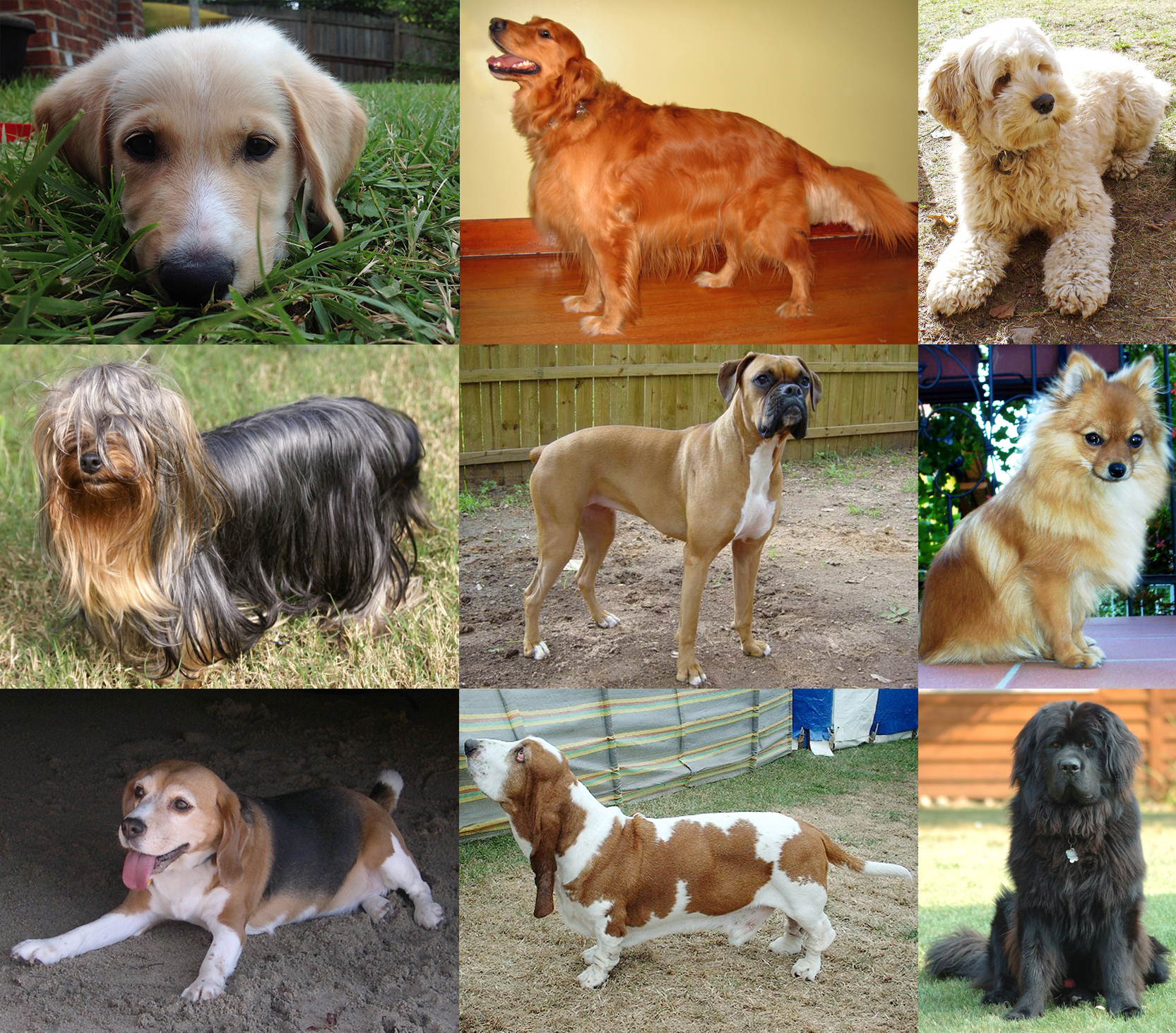
Distintas razas de perros, pero todos ellos interfértiles por pertenecer a la misma especie.

La interfertilidad es la capacidad de los individuos para reproducirse entre ellos concibiendo crías también fértiles. Es el concepto por el cual se define la especie y esta es la que marca otros como el género, la clase, la biodiversidad, o la evolución filética.
La interfertilidad ha estado y aún está en la base de cualquier clasificación taxonómica de los seres vivos, no así en las ecológicas. Esto se debe a que la especie se considera el único grupo taxonómico no arbitrario. Todos las demás unidades superiores son agrupaciones creadas por los biólogos para estudiar mejor las distintas formas de vida.
La interfertilidad supone una defensa para evitar descendencia mal adaptada, pero también puede se un peligro para la supervivencia de cualquier especie, si esta no posee un nicho ecológico propio y convive con otras que sí han encontrado su hueco.

## Origen de la interfertilidad

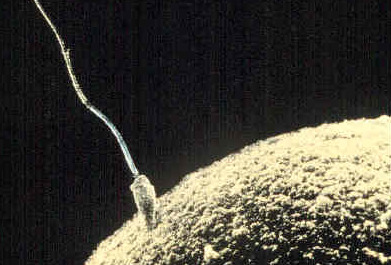
Fertilización de un óvulo. Para que el espermatozoide puede penetrarlo sus proteínas deben ser compatibles. En eso radica la interfertilidad.

La interfertilidad es una capacidad que apareció hace unos quinientos millones de años con el surgimiento de la reproducción sexual. Por lo tanto, es una característica relativamente reciente y de la que disponen una minoría de individuos, los pluricelulares y no todos. Pero es de gran importancia por los resultados que obtiene. Fernando González Candelas (2009, p. 110) indica que este tipo de reproducción forma parte de uno de los mayores misterios que la Biología debe resolver, pese a los muchos avances conseguidos en las últimas décadas. Se sabe que la reproducción por sexo requiere de más especímenes y es más lenta que la reproducción asexual, pero aumenta considerablemente la diversidad genética y con ella el potencial adaptativo de quien la posee. Gracias a la reproducción sexual el número de especies ha llegado a superar los ocho millones en el  Holoceno.
Según González Candelas (2009, p. 110) no se conoce la razón de porqué solo existen dos sexos ni qué despierta la necesidad de reproducirse o porqué apareció este tipo de reproducción, pero la interfertilidad parece ser una defensa contra la formación de seres inadaptados. Existen híbridos como el Mulo con grandes posibilidades de supervivencia, pero la norma general es que los híbridos son poco longevos.
Es conocido el proceso que permite o impide la interfertilidad. Todo comienza con dos gametos, uno masculino y otro femenino, que se unen y recombinan su material genético. Esta compatibilidad va disminuyendo progresivamente a medida que los individuos siguen líneas evolutivas diferentes, es decir, se reproducen mejor los seres vivos con genes que les dan ventaja en nuevos entornos. De seguir este proceso, los individuos van ocupando nichos ecológicos distintos y al final la especialización afecta a las proteínas de los gametos, que terminan siendo incompatibles con las de sus primeros congéneres, el llamado aislamiento reproductivo. En ese momento ya no puedan reproducirse con sus anteriores congéneres o, si lo consiguen, su descendencia es estéril. Llegados a ese punto se considera que dichos individuos forman una nueva especie.

## La interfertilidad como base de cualquier clasificación taxonómica

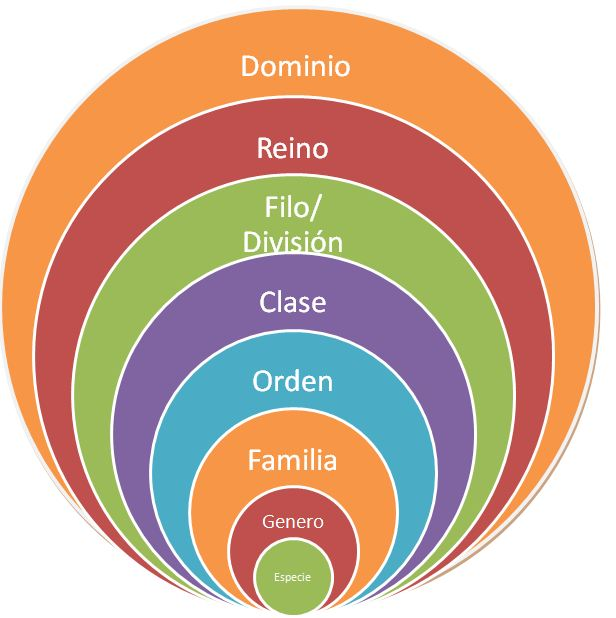
Clasificación de los seres vivos. En la base siempre aparece la especie debido a su interfertilidad.

Según Jack Heslop-Harrison (1967, p. 6 y siguientes) cualquier clasificación taxonómica que se haga es arbitraría, excepto la especie, es decir, el conjunto de animales que pueden reproducirse sin límite entre ellos y no pueden hacerlo con otros grupos. Durante décadas o incluso siglos esta capacidad y la especie que determina se consideraba inalterada e inalterable desde la Creación. La idea de la especie como algo inmutable no era puesta en duda, explica Heslop-Harrison (1967, p. 5 y siguientes). Por este motivo, se ha utilizado como medida para la biodiversidad. En el siglo XX se demostró lo erróneo de la idea. Distintas investigaciones en árboles norteamericanos han demostrado que la interfertilidad no es rígida y en circunstancias de gran necesidad, como durante un aislamiento, distintos ejemplares que viven juntos pueden modificar sus gametos para volverse interfértiles entre ellos. Por esta razón la interfertilidad no se considera determinante de una especie desde un punto de vista ecológico, pero sí taxonómico.
Al comprobar la existencia de esta capacidad, Linné estableció todo el sistema taxonómico en función de la especie y después las agrupó en géneros, que se agrupan en familias, estas en órdenes y así sucesivamente. Esta clasificación ha sufrido cambios con el tiempo, pero la especie ha sido respetada siempre por considerarse la unidad básica gracias a poseer un atributo dado por la Naturaleza, no a consideraciones anatómicas, histeológicas u otras más o menos arbitrarias, explica Heslop-Harrison (1967, p. 6 y siguientes). No es así cuando se trata de criterios ecológicos, donde autores como L. Van Valen le dan más importancia a que sus miembros ocupen un nicho ecológico propio, ya sean interfértiles o no, apunta González (2009, p. 131).

## La interfertilidad como peligro para la biodiversidad

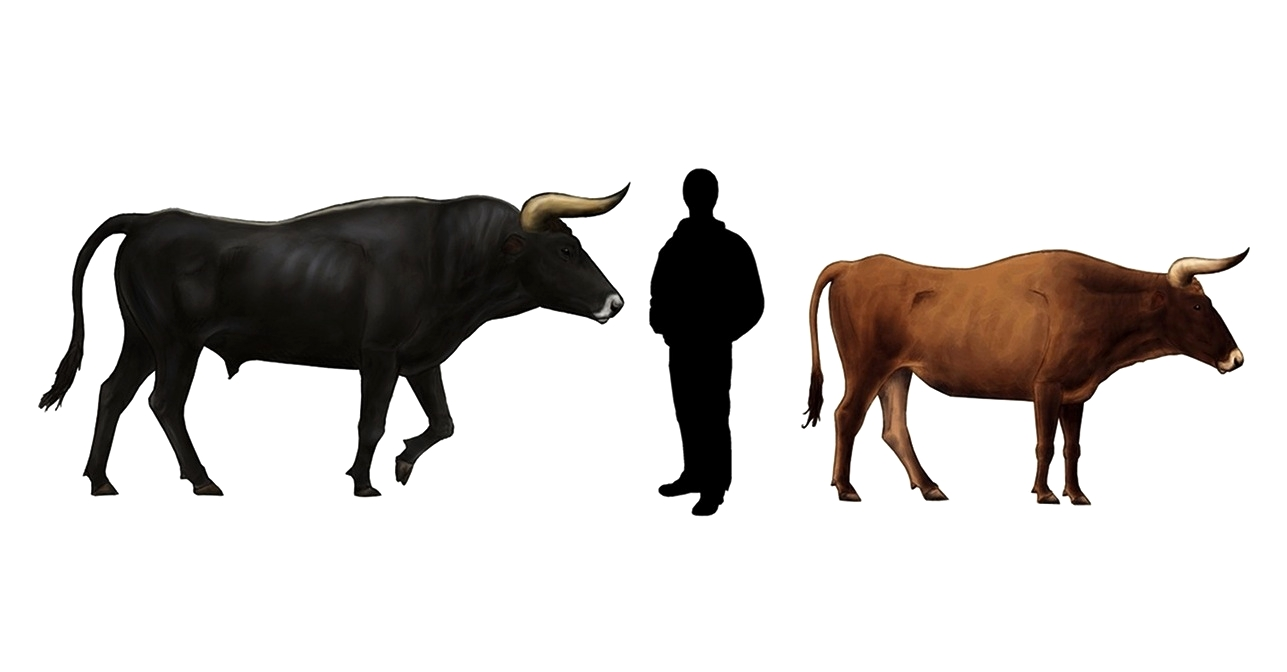
Comparación de un uro con un humano y un toro. Pese a ser más grande y fuerte, el uro pudo extinguirse al no tener un nicho ecológico propio.

Según científicos como Ernst Mayr, la interfertilidad puede desembocar en una extinción de fondo de no ir unida a la ocupación de un nicho ecológico propio. Si una determinada especie convive con otras en distintos nichos ecológicos y es interfértil con ellas esto puede acarrear su extinción, porque la herencia genética de las otras está mejor adaptada, por lo que, o se híbrida con ella, o la irán suplantándola gracias a sus ventajas. Ocuparán paulatinamente más territorio hasta expulsarla.
También puede suceder que ambas especies terminen extinguiéndose si las dos no llegan a dominar un nicho ecológico determinado. Por esta razón, Ernst Mayr considera que primero se produce el aislamiento geográfico y después el fértil o la especie desaparece.